# サポーターズ・シールド
サポーターズ・シールド（Supporters' Shield）はアメリカのメジャーリーグサッカーの賞である。1999年から（1996年から1998年の優勝チームには遡及的に授与）毎年授与され、MLSにおける主要なタイトルの１つである。
D.C. ユナイテッドとLAギャラクシーは、それぞれ4度サポーターズ・シールドを最も多く獲得している。2024年はインテル・マイアミCFが初となる本タイトルを獲得した。

## 概要
サポーターズ・シールドはMLSのレギュラーシーズンにおいて勝ち点制で決定する。最多ポイント数のチームは翌シーズンのCONCACAFチャンピオンズリーグに出場できる。

## 歴代受賞チーム
- 1996年：タンパベイ・ミューティニー
- 1997年：D.C. ユナイテッド
- 1998年 ロサンゼルス・ギャラクシー
- 1999年 D.C. ユナイテッド
- 2000年 カンザスシティ・ウィザーズ
- 2001年 マイアミ・フュージョン
- 2002年 ロサンゼルス・ギャラクシー
- 2003年 シカゴ・ファイアー
- 2004年 コロンバス・クルー
- 2005年 サンノゼ・アースクエイクス
- 2006年 D.C. ユナイテッド
- 2007年 D.C. ユナイテッド
- 2008年 コロンバス・クルー
- 2009年 コロンバス・クルー
- 2010年 ロサンゼルス・ギャラクシー
- 2011年 ロサンゼルス・ギャラクシー
- 2012年 サンノゼ・アースクエイクス
- 2013年 ニューヨーク・レッドブルズ
- 2014年 シアトル・サウンダーズ
- 2015年 ニューヨーク・レッドブルズ
- 2016年 FCダラス
- 2017年 トロントFC
- 2018年 ニューヨーク・レッドブルズ
- 2019年 ロサンゼルスFC
- 2020年 フィラデルフィア・ユニオン
- 2021年 ニューイングランド・レボリューション
- 2022年 ロサンゼルスFC
- 2023年 FCシンシナティ
- 2024年 インテル・マイアミCF

太字はMLSカップを制し年間王者となったクラブ。斜体はMLSカップで準優勝したクラブ。